# Amphigonia
Amphigonia é um gênero de traça pertencente à família Arctiidae.

## Espécies
- Amphigonia hepatizans Guenée, 1852
- Amphigonia motisigna Prout, 1928